# Leopoldo de Bulhões
Leopoldo de Bulhões är en kommun i Brasilien.   Den ligger i delstaten Goiás, i den sydöstra delen av landet, 140 km sydväst om huvudstaden Brasília. Antalet invånare är 7 875.
Omgivningarna runt Leopoldo de Bulhões är huvudsakligen savann. Runt Leopoldo de Bulhões är det glesbefolkat, med 12 invånare per kvadratkilometer.